# Nops nitidus
Nops nitidus là một loài nhện trong họ Caponiidae.
Loài này thuộc chi Nops. Nops nitidus được Eugène Simon miêu tả năm 1907.